# Lane moje
Lane moje (srpski: Лане моје) je pjesma Željka Joksimovića iz 2004. godine s kojom je predstavljao Srbiju i Crnu Goru na Eurosongu 2004. u Istanbulu. Glazbu za pjesmu napisao je sam Joksimović, a tekst je napisala Leontina Vukomanović. Joksimović je ovu pjesmu na Eurosongu izveo zajedno s Ad Hoc orkestrom. 
Pjesma obiluje snažnim narodnim motivima i tipičan je primjer jedne snažne balade, zbog čega je i bila proglašena favoritom natjecanja. Svemu tome doprinijela je izvedba Željka Joksimovića, koji je svojim izvrsnim glasovnim sposobnostima uvelike doprinio kvaliteti pjesme. 
U polufinalu je pjesma opravdala status favorita, te je, s 263 boda, osvojila prvo mjesto i tako izborila plasman u finale. U finalu je pjesma ipak završila na drugom mjestu, ponovo s 263 boda, i to iza ukrajinske predstavnice Ruslane i njezine pjesme Wild Dances. Zanimljivo je kako je upravo ta pjesma završila na drugom mjestu u polufinalu s 256 bodova. 
Kako je 2004. još uvijek vrijedlo pravilo da prvih 10 zemalja iz finala imaju direktan plasman u finale sljedeće godine, Joskimović je drugim mjestom osigurao direktan nastup u finalu za Srbiju i Crnu Goru. Joksimovića je naslijedila grupa No Name s pjesmom Zauvijek moja, s kojom je osvojila 7. mjesto. Ovo je bio prvi nastup Srbije i Crne Gore na Eurosongu. Od 2007. posebno će se natjecati Srbija, a posebno Crna Gora.